# Petalifera petalifera
Petalifera petalifera är en snäckart som först beskrevs av Rang 1828.  Petalifera petalifera ingår i släktet Petalifera och familjen Notarchidae. Inga underarter finns listade i Catalogue of Life.